# 1961 год в театре
1961 год в театре

## Знаменательные события
- 20 марта — создание Королевской шекспировской компании, одной из ведущих театральных компаний мира.
- В ноябре, в дни празднования 250-летия со дня рождения М. В. Ломоносова, Архангельскому драматическому театру было присвоено имя великого российского учёного.

## Персоналии

### Родились
- 21 января — Наталья Ахмарова, балерина, художественный руководитель балета Пермского театра оперы и балета им. П. И. Чайковского.
- 9 февраля — Марина Брусникина, актриса, заслуженная артистка России.
- 15 февраля — Ирина Малышева, актриса.
- 5 марта — Елена Яковлева, актриса, народная артистка России.
- 7 марта — Екатерина Унтилова, актриса, заслуженная артистка России.
- 20 апреля — Константин Лавроненко, российский актёр, обладатель приза Каннского кинофестиваля за лучшую мужскую роль (2007).
- 24 апреля — Светлана Аманова, актриса, народная артистка России (2006).
- 24 апреля — Анатолий Праудин, театральный режиссёр.
- 25 апреля — Анна Алексахина, актриса, народная артистка России.
- 21 июля — Илья Эпельбаум, театральный режиссёр, создатель театра «Тень» и проекта «Лиликанский театр».
- 11 сентября — Фёдор Добронравов, актёр, заслуженный артист России.
- 19 октября — Эвелина Сакуро, актриса.
- 29 октября — Алексей Горбунов, актёр, заслуженный артист Украины.
- 30 ноября — Александр Лыков, актёр.

### Скончались
- 22 марта — Николай Массалитинов — российский и болгарский театральный деятель, актёр, режиссёр, педагог, народный артист НРБ (1948).
- 9 апреля — Александру Кирицеску, румынский драматург.
- 8 июля — Георгий Ковров, российский и советский актёр театра и кино, народный артист РСФСР (1949).
- 15 августа — Надежда Обухова, оперная певица (меццо-сопрано), лауреат Сталинской премии (1937), народная артистка СССР (1937).
- 18 августа — Алексей Попов, театральный режиссёр.
- 30 сентября — Александр Брянцев — режиссёр, основатель и первый руководитель (с 1921) первого в России театра для детей (c 1980 — ТЮЗ имени А. А. Брянцева), лауреат Сталинской премии, народный артист СССР.
- 12 октября — Вяйнё Сола — финcкий театральный деятель, оперный певец (тенор), режиссёр, музыкальный педагог
- 12 декабря — Хаук Обель, норвежский актёр театра и кино.